# Ronald Joseph Dominique
Ronald Joseph Dominique (* 9. Januar 1964 in Thibodaux) ist ein US-amerikanischer Serienmörder aus der Region Bayou Blue bei Houma, Louisiana.
Dominique wurde am 1. Dezember 2006 festgenommen und gestand eine Serie von 23 Vergewaltigungen und Morden an Männern, die er zwischen 1997 und 2006 in der Gegend von Terrebonne Parish, Lafourche Parish, Iberville Parish, Jefferson Parish und im Umland von New Orleans begangen hatte. Sein letztes Opfer, Chris Sutterfield, war zwei Monate vorher gestorben. Auf seine Spur gebracht hatte die Ermittler der Polizeibericht eines Mannes, der sich erfolgreich gegen die Fesselung durch Dominique zur Wehr gesetzt hatte.
In seinem Geständnis erklärte Dominique, der nach eigener Aussage homosexuell ist, dass er Schwulenbars in der Region aufsuchte, um gezielt Männer zu finden, die sich prostituierten. Er glaubte, mit diesem Vorgehen nicht ins Gefängnis zu kommen.
Nachdem er seine Opfer vergewaltigt hatte, hielt er es eigenen Aussagen zufolge für besser, sie zu ermorden, bevor sie der Polizei die Straftat melden konnten. Er wurde der Vergewaltigung und des vorsätzlichen Mordes in mehreren Fällen angeklagt.
Um die Todesstrafe zu vermeiden, bekannte sich Dominique des vorsätzlichen Mordes für schuldig. Am 23. September 2008 wurde er zu einer achtfachen, lebenslangen Freiheitsstrafe verurteilt.